# ميخائيل بايل
ميخائيل بايل (بالنرويجية البوكمول: Michael Bille؛ بالدنماركية: Michael Bille) هو ضابط دنماركي ونرويجي، ولد في 8 نوفمبر 1769 في Stege, Denmark ‏ في الدنمارك، وتوفي في 27 مارس 1845 في كوبنهاغن في الدنمارك.